# Atentado ao Parque Olímpico Centenário
Atentado ao Parque Olímpico Centenário foi um atentado terrorista doméstico feito com a detonação de bomba no Centennial Olympic Park em Atlanta, Geórgia, em 27 de julho, durante os Jogos Olímpicos de Verão de 1996. A explosão matou diretamente uma pessoa e feriu outras 111, outra pessoa morreu mais tarde de um ataque cardíaco. Foi o primeiro de quatro atentados cometidos por Eric Rudolph. O segurança Richard Jewell descobriu a bomba antes da detonação e liberou a maioria dos espectadores para fora do parque. Rudolph, carpinteiro e trabalhador braçal, detonou três bombas de cano dentro de uma mochila militar americana dos EUA.
Após os atentados, Jewell foi inicialmente investigado como suspeito pelo Bureau Federal de Investigação e a mídia focada agressivamente nele como o suposto culpado quando ele era na verdade inocente. Em outubro de 1996, o FBI declarou que Jewell não era mais uma pessoa suspeita. Após mais três atentados em 1997, Rudolph foi identificado pelo FBI como suspeito. Em 2003, Rudolph foi preso e em 2005 ele concordou em se declarar culpado para evitar uma possível sentença de morte. Rudolph foi condenado à prisão perpétua sem liberdade condicional por seus crimes.

## Atentado
O Centennial Olympic Park foi projetado como a "praça da cidade" das Olimpíadas, e milhares de espectadores se reuniram para um concerto noturno da banda Jack Mack e do Heart Attack. Algum tempo depois da meia-noite, Rudolph plantou um pacote contendo três bombas de tubulação cercadas por 3 polegadas (7,6 cm)   pregos de alvenaria, que causaram a maioria das lesões humanas, embaixo de um banco próximo à base de uma torre de som de concerto. Ele então deixou a área.
O pacote tinha uma carga direcionada e poderia ter causado mais danos, mas foi levemente movido em algum momento. Usava uma placa de aço como dispositivo direcional. Mais tarde, os investigadores relacionaram as bombas de Sandy Springs e Otherside com este primeiro dispositivo, porque todas foram movidas por dinamite de nitroglicerina, usaram um despertador e contêineres Rubbermaid e continham placas de aço.
O agente do FBI David (Woody) Johnson recebeu um aviso de que uma ligação para o 911 foi feita cerca de 18 minutos antes da explosão da bomba, alertando que uma bomba explodiria no parque em 30 minutos por "um homem branco com sotaque americano indistinguível".
O segurança Richard Jewell descobriu a bolsa debaixo de um banco e alertou os oficiais do Georgia Bureau of Investigation. Tom Davis, do Departamento de Investigação da Geórgia, convocou um esquadrão de material bélico que incluía membros do ATF e do FBI para investigar a maleta suspeita, que estava encostada na torre de som da NBC, com cerca de 40 pés. Jewell e outros seguranças começaram a limpar a área imediata para que um esquadrão de bombas pudesse investigar o pacote suspeito. A bomba detonou de dois a três minutos na evacuação antes que todos os espectadores pudessem deixar a área.
O vídeo da explosão a curta distância foi capturado por Robert Gee, um turista da Califórnia, e depois transmitido pela CNN . O som da explosão também foi gravado por uma equipe de notícias da rede de televisão pública alemã ARD, que estava entrevistando a nadadora americana Janet Evans em um hotel próximo.

### Vítimas
Alice Hawthorne, 44, de Albany, Geórgia, foi morta na explosão quando um prego da bomba penetrou em seu crânio. Um cinegrafista turco da Corporação Turca de Rádio e Televisão, Melih Uzunyol, 40, sofreu um ataque cardíaco fatal enquanto corria para o local. A bomba feriu outros 111.

## Reação

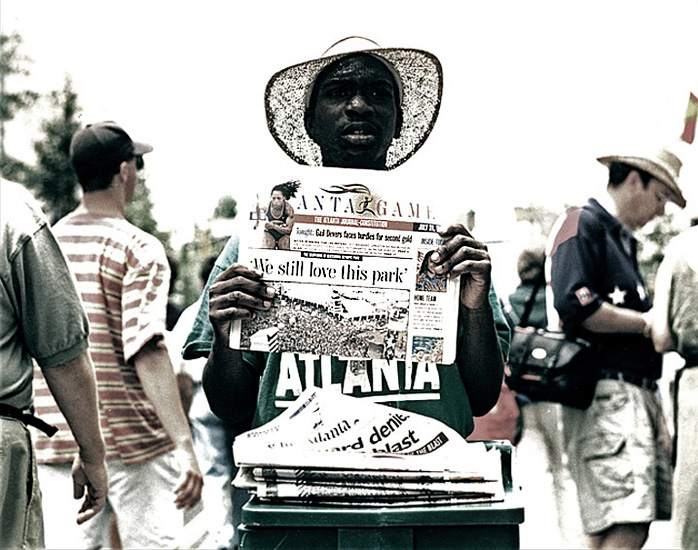
Como o parque reabriu após o bombardeio.

O presidente Bill Clinton denunciou a explosão como um "ato maligno de terror" e prometeu fazer todo o possível para rastrear e punir os responsáveis.
Apesar do evento, oficiais e atletas concordaram que os jogos deveriam continuar conforme o planejado.

## Investigações

### Richard Jewell falsamente implicado
Embora Richard Jewell tenha sido aclamado como herói por seu papel na descoberta da bomba e na segurança dos espectadores, as organizações de notícias relataram mais tarde que Jewell era considerado um potencial suspeito do atentado, quatro dias depois e logo após uma breve detenção equivocada de dois. jovens suspeitos na estação Kensington MARTA. Jewell, na época, era desconhecido das autoridades, e um perfil de lobo solitário fazia sentido para os investigadores do FBI depois que eles foram contatados por seu ex-empregador no Piedmont College.
Jewell foi nomeado como uma pessoa suspeita, embora nunca tenha sido preso. A casa de Jewell foi revistada, seus antecedentes foram exaustivamente investigados e ele se tornou objeto de intenso interesse e vigilância da mídia, incluindo um cerco da mídia por sua casa.
Após a exoneração de Jewell, ele iniciou ações por difamação contra a NBC News, o Atlanta Journal-Constitution e outras entidades da mídia, e insistiu em um pedido formal de desculpas. O processo de Jewell acusou o presidente do Piedmont College, Raymond Cleere, de descrever falsamente Jewell como um "fanático por crachás" que "escreveria relatórios policiais épicos por pequenas infrações". Os casos foram posteriormente resolvidos após 15 anos de litígio com a decisão do Tribunal de Apelações da Geórgia em julho de 2012, de que os jornais informaram com precisão que Jewell era o principal suspeito do atentado e enfatizaram que ele era apenas um suspeito e os possíveis problemas da lei execução contra ele. O próprio Richard Jewell morreu em 29 de agosto de 2007, aos 44 anos de idade, por graves problemas médicos relacionados ao diabetes.
Richard Jewell, um filme de drama biográfico, foi lançado nos Estados Unidos em 13 de dezembro de 2019. O filme foi dirigido e produzido por Clint Eastwood. Foi escrito por Billy Ray, baseado no artigo de 1997 "American Nightmare" e no livro O Suspeito: Um Bombardeio Olímpico, o FBI, a Mídia, e Richard Jewell, o Homem Caído no Meio (2019) por Kent Alexander e Kevin Salwen. Jewell é interpretado por Paul Walter Hauser.

### Condenação de Eric Robert Rudolph
Depois que Jewell foi liberado, o FBI admitiu que não havia outros suspeitos e a investigação fez pouco progresso até o início de 1997, quando ocorreram mais dois atentados, em uma clínica de aborto e em uma boate lésbica, ambos na área de Atlanta. As semelhanças no projeto da bomba permitiram aos investigadores concluir que esse era o trabalho do mesmo agressor. Mais um atentado em uma clínica de aborto, desta vez em Birmingham, Alabama, que matou um policial que trabalhava como guarda de segurança e enfermeira gravemente ferida Emily Lyons, deu ao FBI pistas cruciais, incluindo uma placa parcial.
A placa e outras pistas levaram o FBI a identificar Eric Robert Rudolph, carpinteiro e trabalhador manual, como suspeito. Rudolph escapou da captura e se tornou um fugitivo; as autoridades acreditavam que ele havia desaparecido nas montanhas apalaches do sul, familiares desde a juventude. Em 5 de maio de 1998, o FBI o nomeou um dos dez fugitivos mais procurados e ofereceu uma recompensa de US $ 1 milhão por informações que levassem diretamente à sua prisão. Em 14 de outubro de 1998, o Departamento de Justiça nomeou formalmente Rudolph como suspeito nos quatro atentados.
Depois de mais de cinco anos fugindo, Rudolph foi preso em 31 de maio de 2003, em Murphy, Carolina do Norte, por um policial novato, Jeffrey Scott Postell, do Departamento de Polícia de Murphy, atrás de uma loja Save-A-Lot por volta das 4 horas da manhã. Postell, em patrulha de rotina, originalmente suspeitava de um roubo em andamento.
Em 8 de abril de 2005, o governo anunciou que Rudolph se declararia culpado pelos quatro atentados, incluindo o ataque ao Centennial Olympic Park.
Rudolph está cumprindo quatro mandatos de prisão perpétua sem a possibilidade de liberdade condicional na prisão ADX Florence supermax em Florença, Colorado.
A justificativa de Rudolph para os atentados, de acordo com sua declaração de 13 de abril de 2005, era política: 
No verão de 1996, o mundo convergiu para Atlanta nos Jogos Olímpicos. Sob a proteção e os auspícios do regime em Washington, milhões de pessoas vieram celebrar os ideais do socialismo global. As empresas multinacionais gastaram bilhões de dólares, e Washington organizou um exército de segurança para proteger esses melhores de todos os jogos. Embora a concepção e o objetivo do chamado movimento olímpico seja promover os valores do socialismo global, como perfeitamente expresso na música Imagine de John Lennon, que foi o tema dos Jogos de 1996, embora o objetivo das Olimpíadas seja para promover esses ideais, o objetivo do ataque em 27 de julho foi confundir, enfurecer e embaraçar o governo de Washington aos olhos do mundo por sua abominável aprovação do aborto sob demanda.
O plano era forçar o cancelamento dos Jogos, ou pelo menos criar um estado de insegurança para esvaziar as ruas ao redor dos locais e assim consumir as vastas quantias de dinheiro investidas.
Em 22 de agosto de 2005, Rudolph, que havia sido condenado a prisão perpétua pelo atentado no Alabama, foi condenado a três termos simultâneos de prisão perpétua sem liberdade condicional pelos incidentes na Geórgia. Rudolph leu uma declaração em sua sentença na qual pediu desculpas às vítimas e famílias apenas pelo atentado ao Centennial Park, reiterando que estava zangado com o governo e esperava que as Olimpíadas fossem canceladas. Na sentença, quatorze outras vítimas ou parentes deram declarações, incluindo a viúva de Alice Hawthorne.
A ex-cunhada de Rudolph, Deborah Rudolph, falou sobre a ironia do acordo judicial de Rudolph, colocando-o sob custódia de um governo que ele odeia. "Sabendo que ele vive sob controle do governo pelo resto da vida, acho que isso é pior para ele do que a morte", disse ela ao San Diego Union Tribune em 2005.
Conforme relatado em um blog do Alabama em 8 de abril de 2013 em fevereiro de 2013, o LuLu.com publicou o livro de Rudolph, Between the Lines of Drift: The Memoirs of a Militant, e em abril de 2013 o procurador-geral dos EUA apreendeu seus royalties de US $ 200 para ajudar a pagar os US $ 1 milhão que Rudolph deve em restituição ao estado do Alabama.